# Turistička cesta
Turistička cesta, tematska cesta ili scenska cesta posebno je uređena prometnica vezana uz krajobraz ili kulturnu baštinu područja kroz koje se prostire. U najpoznatije oblike tursitčkih cesta ubrajaju se vinska cesta, biciklistički i hodočasnički putevi te željezničke pruge.
Poznati primjeri tematskih (scenskih) cesta:
- Cesta dvoraca u Češkoj i Njemačkoj
- Cesta sira na sjeveru Njemačke
- Europska cesta industrijske baštine
- Gornjošvapska barokna cesta
- Romantična cesta na jugu Njemačke
- Zlatni prsten Rusije